# كلفن كيرك
كلفن كيرك (بالإنجليزية: Kelvin Kirk)‏ هو لاعب كرة قدم أمريكية ولاعب كرة القدم الكندية أمريكي، ولد في 31 ديسمبر 1953 في Mount Pleasant, Florida ‏ في الولايات المتحدة، وتوفي في 2 يوليو 2003 في أوتاوا في كندا.

## وصلات خارجية
- كلفن كيرك على موقع JustSportsStats.com (الإنجليزية)
- كلفن كيرك على موقع كلية كرة القدم في سبورتس رفرنس.كوم (الإنجليزية)